# Högås landskommun
Högås landskommun  var en tidigare kommun i dåvarande Göteborgs och Bohus län.

## Administrativ historik
Den bildades i Högås socken i Lane härad i Bohuslän när 1862 års kommunalförordningar trädde i kraft. 
1952 gick den upp i Skredsviks landskommun som 1971 uppgick i Uddevalla kommun.